# Георги Паяков
Георги Станчов Паяков е български лекар и психиатър, пионер в психиатрията в България.

## Биография
Роден е на 28 юли 1871 година в Габрово в семейството на Станчо и Цана Паякови Негови братя са индустриалецът Цоньо Паяков и финансистът и политик Лазар Паяков. Женен е за Люба Паякова. Има 3 деца – 2 дъщери и син: Стефанка, Цветана и Николай. Изучава медицина в Москва и специализира в Париж.
Оглавява психиатричната болница в Ловеч в продължение на 26 години. Участва в Първата световна война като санитарен майор и началник на етапната болница при Първа Софийска дивизия. Награден е с няколко ордена, между които офицерския кръст на ордена „Св. Александър“, получен при напускане на държавната служба като управител на Ловешката болница (1928).
След това се установява в София и се отдава на обществено-научна работа. Той е сред основателите и ръководител на здравно-съвещателната станция за нервно-психично болни деца. Бил е подпредседател на Българското нервно-психично дружество и на Всеславянския неврологично–психиатричен съюз.